# Orto botanico di Anchorage
L'Orto botanico di Anchorage (Alaska Botanical Garden in inglese) è un giardino botanico situato nella città di Anchorage (Alaska, Stati Uniti).

## Descrizione
Il giardino botanico di Anchorage è una organizzazione senza scopo di lucro ed ha lo scopo di valorizzare la bellezza e il valore del materiale vegetale attraverso l'educazione, la conservazione, la ricreazione e la ricerca. Su una superficie di 46 ettari sono presenti circa 1.100 specie di piante perenni (di cui circa 150 sono originarie dell'Alaska).
Il giardino è organizzato in 8 aree dimostrative tra le quali un giardino di erbe (graminacee e simili) e un giardino roccioso con oltre 350 tipi di piante alpine. La vegetazione arborea consiste principalmente in abete rosso (spruce) e betulle (birch).
Al'interno del giardino è presente un percorso naturalistico (Lowenfels Family Nature Trail - tracciato inizialmente dai carri armati durante la seconda guerra mondiale) di quasi 2 km.

## Alcune immagini

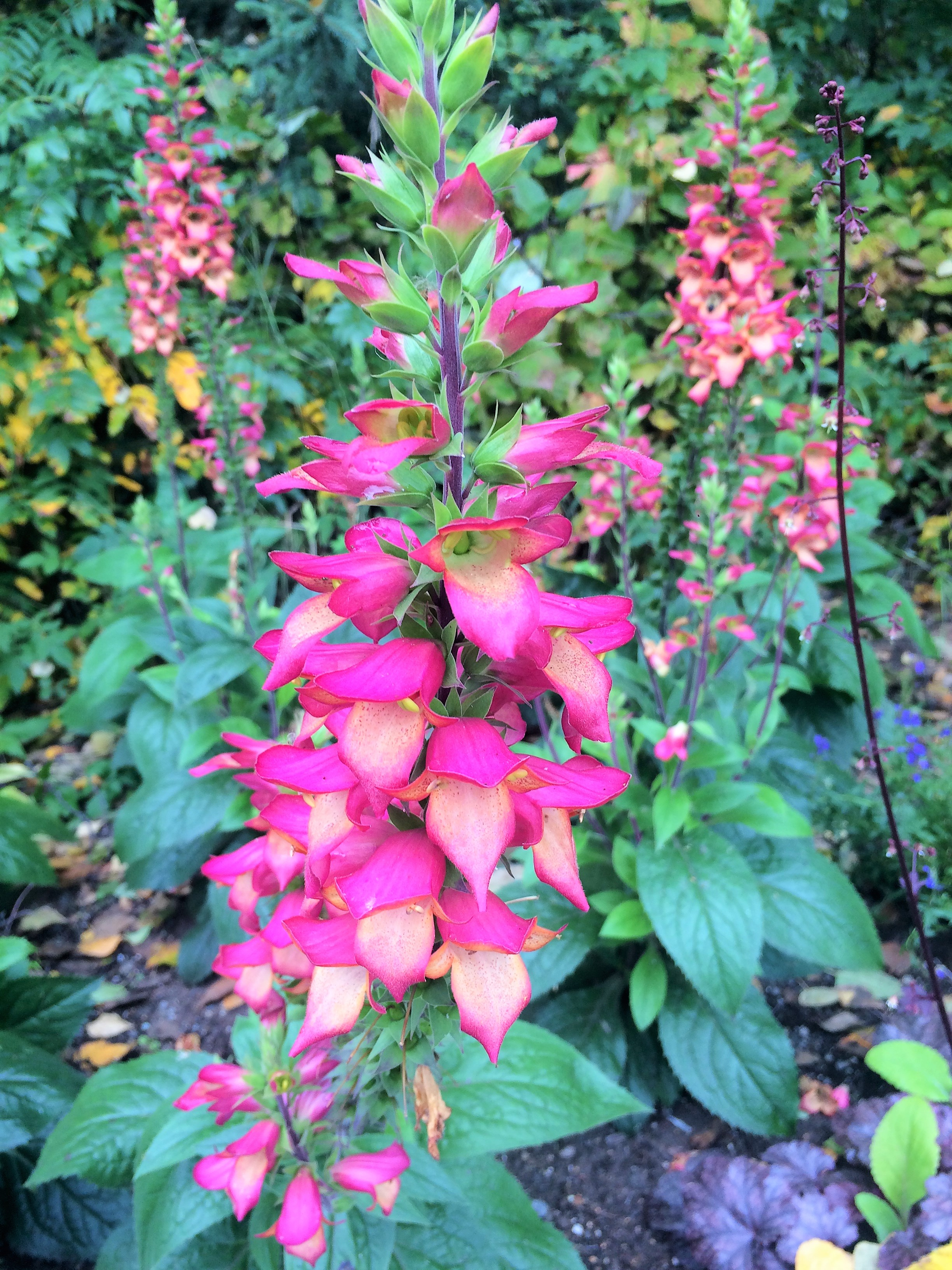
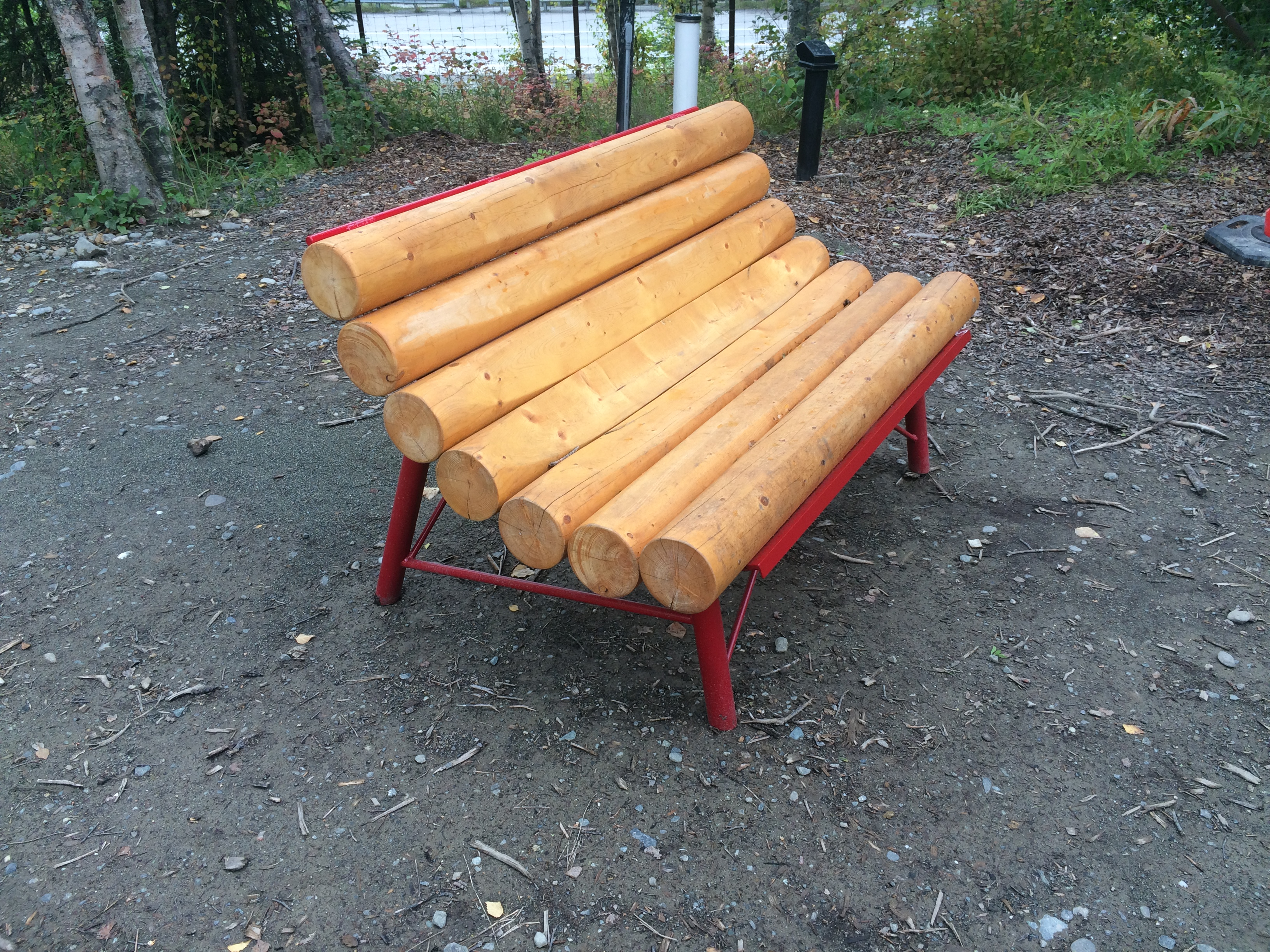
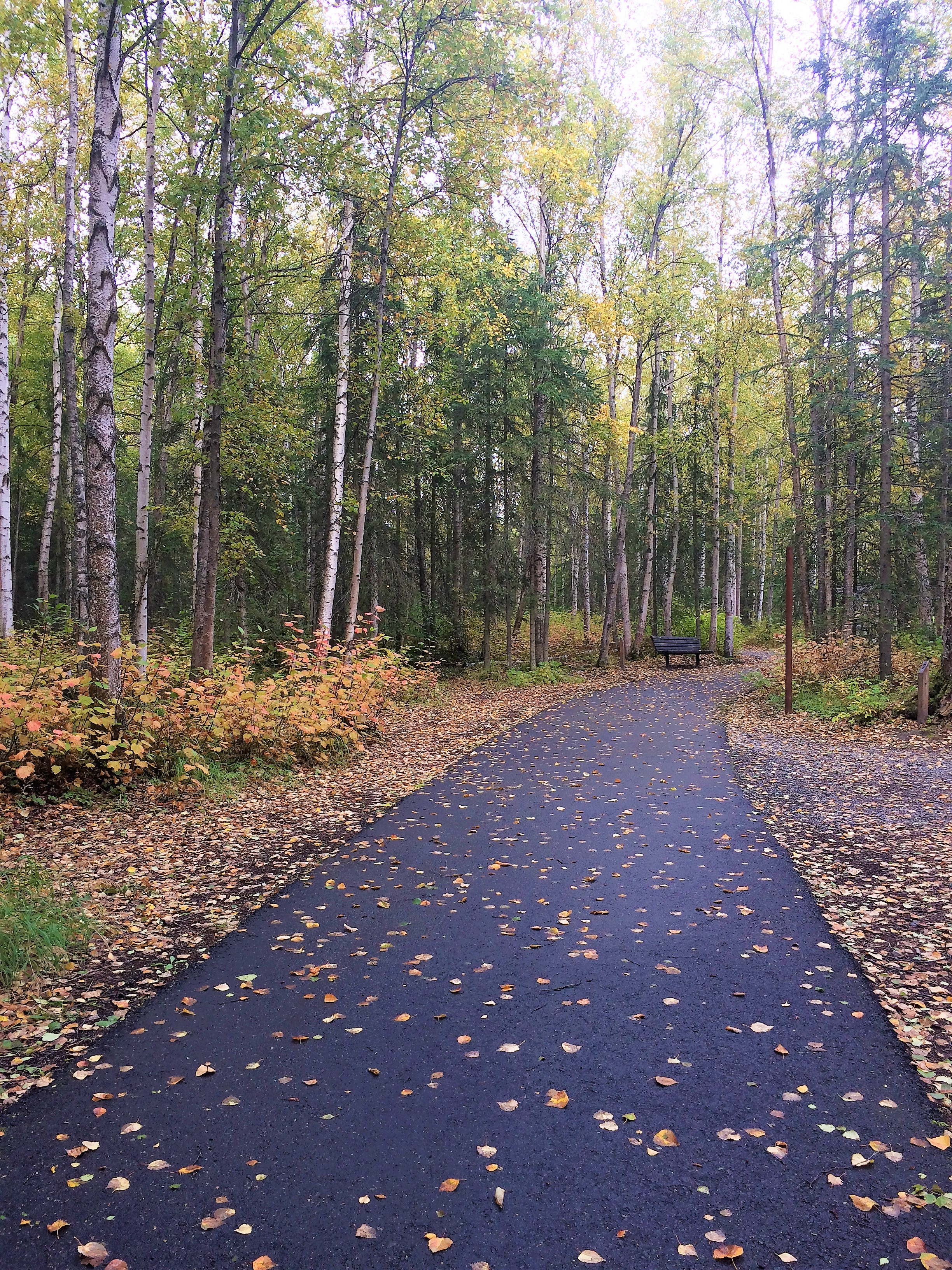
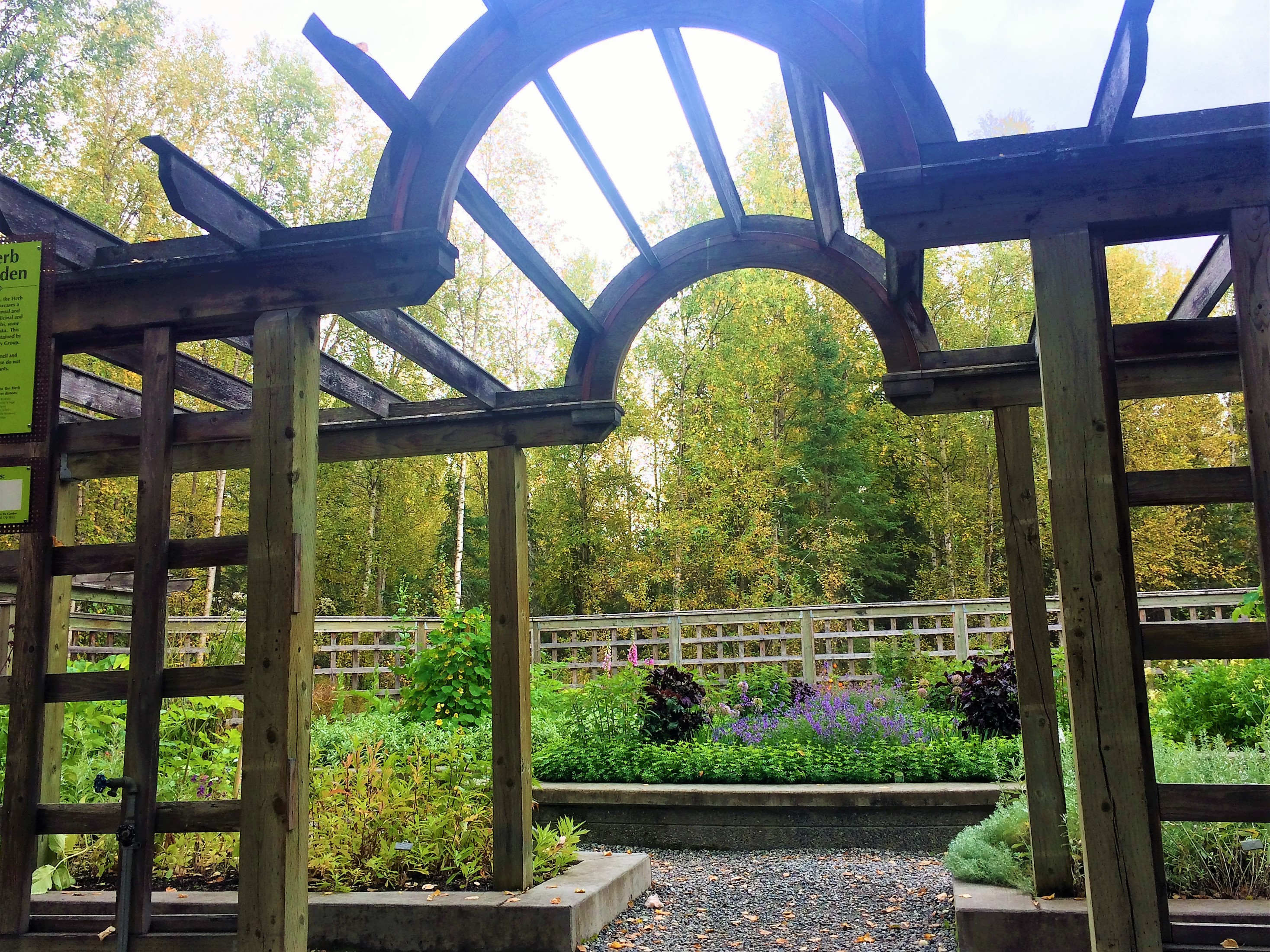
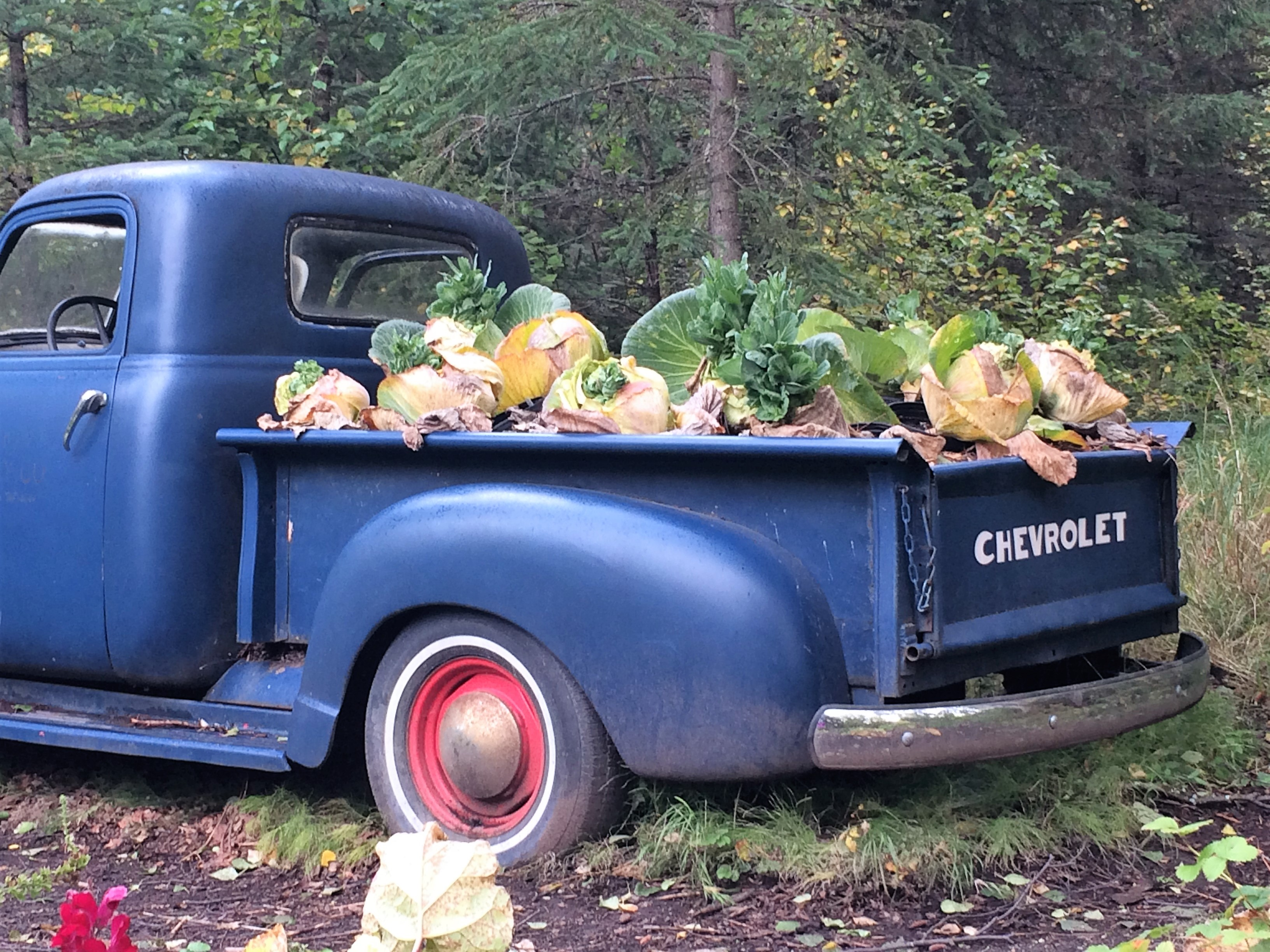
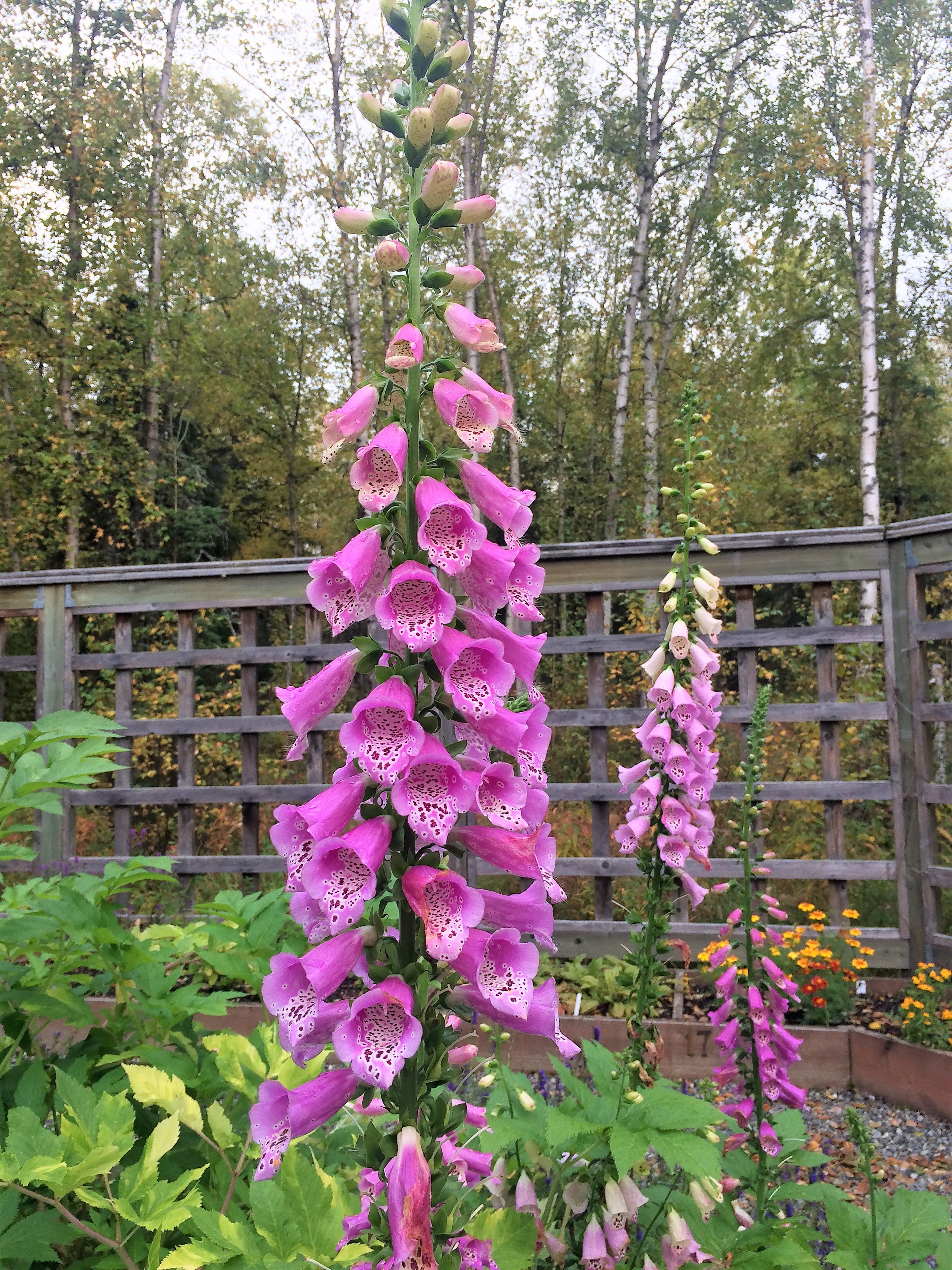